# 熊本鉄道事業部熊本車掌センター
熊本鉄道事業部熊本車掌センター （くまもとてつどうじぎょうぶくまもとしゃしょうセンター）とは、熊本県熊本市の熊本駅構内にある九州旅客鉄道（JR九州）熊本支社熊本鉄道事業部の車掌が所属する組織である。
| スタブアイコン | サブスタブ | この項目は、まだ閲覧者の調べものの参照としては役立たない、鉄道に関連した書きかけの項目です。この項目を加筆・訂正などしてくださる協力者を求めています（P:鉄道/PJ:鉄道）。 |